# 김범일 (1950년)
김범일(金範鎰, 1950년 10월 21일~)은 대한민국의 정치인이다. 제31-32대 대구광역시장이다.

## 학력
- 1963년: 대구국민학교 졸업
- 1966년: 경북중학교 졸업
- 1969년: 경북고등학교 졸업
- 1973년: 서울대학교 경영학 학사
- 1984년: 서던캘리포니아대학교 대학원 행정학 석사

## 경력
- 1972년: 제12회 행정고등고시 합격
- 1984년: 서울올림픽조직위원회 휘장사업과장
- 1989년 2월 ~ 1989년 6월: 행정개혁위원회 파견
- 1996년: 대통령 비서실 일반행정 비서관
- 1997년 ~ 1998년 3월: 총무처 조직국장
- 1998년 1월 ~ 1998년 2월: 정부개편위원회 실행위원
- 1998년 3월 ~ 1998년 6월: 국민고충처리위원회 상임위원(1급상당)
- 1998년 6월 ~ 2002년 2월: 행정자치부 기획관리실장(김대중 정부)
- 2002년 2월 ~ 2003년 2월: 제23대 산림청장(김대중 정부)
- 2003년 5월 ~ 2006년 1월: 대구광역시청 정무부시장
- 2006년 7월 ~ 2014년 6월: 제31-32대 대구광역시장(2선, 한나라당)
- 2006년 7월 ~ 2014년 6월: 대구 FC 구단주
- 2008년 7월 ~ 2014년 6월: 제3대 UCLG ASPAC(세계지방자치단체연합 아시아·태평양지역 본부) 회장

## 상훈
- 1979년: 근정포장
- 1989년: 체육훈장 백마장
- 2009년: 대한노인회 노인복지대상

## 역대 선거 결과
|  | 70.15% |

|  | 72.92% |

## 소속 정당
| 소속 정당 | 소속 정당 | 소속 기간 | 비고           |
| --------- | --------- | --------- | -------------- |
|           | 한나라당  | 2006~2012 | 정계 입문      |
|           | 새누리당  | 2012~2014 | 당명 변경      |
|           | 무소속    | 2014~현재 | 탈당 정계 은퇴 |

## 같이 보기
- 대한민국의 산림청장
- 대구광역시 부시장
- 대구광역시장